# Veitch & Sons
Pour les articles homonymes, voir Veitch.
Les pépinières Veitch (Veitch Nurseries) ou Veitch & Sons (Veitch & fils) sont une compagnie familiale britannique, spécialisée dans l'horticulture, qui fut la plus importante d'Europe au XIXe siècle. Fondée par John Veitch avant 1808, la pépinière d'origine croît de façon importante jusqu'à se diviser en deux entités, l'une située à  Chelsea (Londres) et l'autre à Exeter dans le Kent. La famille Veitch a employé pendant toute l'ère victorienne des collecteurs de plantes fameux, comme les frères Thomas et William Lobb de Cornouailles.

## Histoire

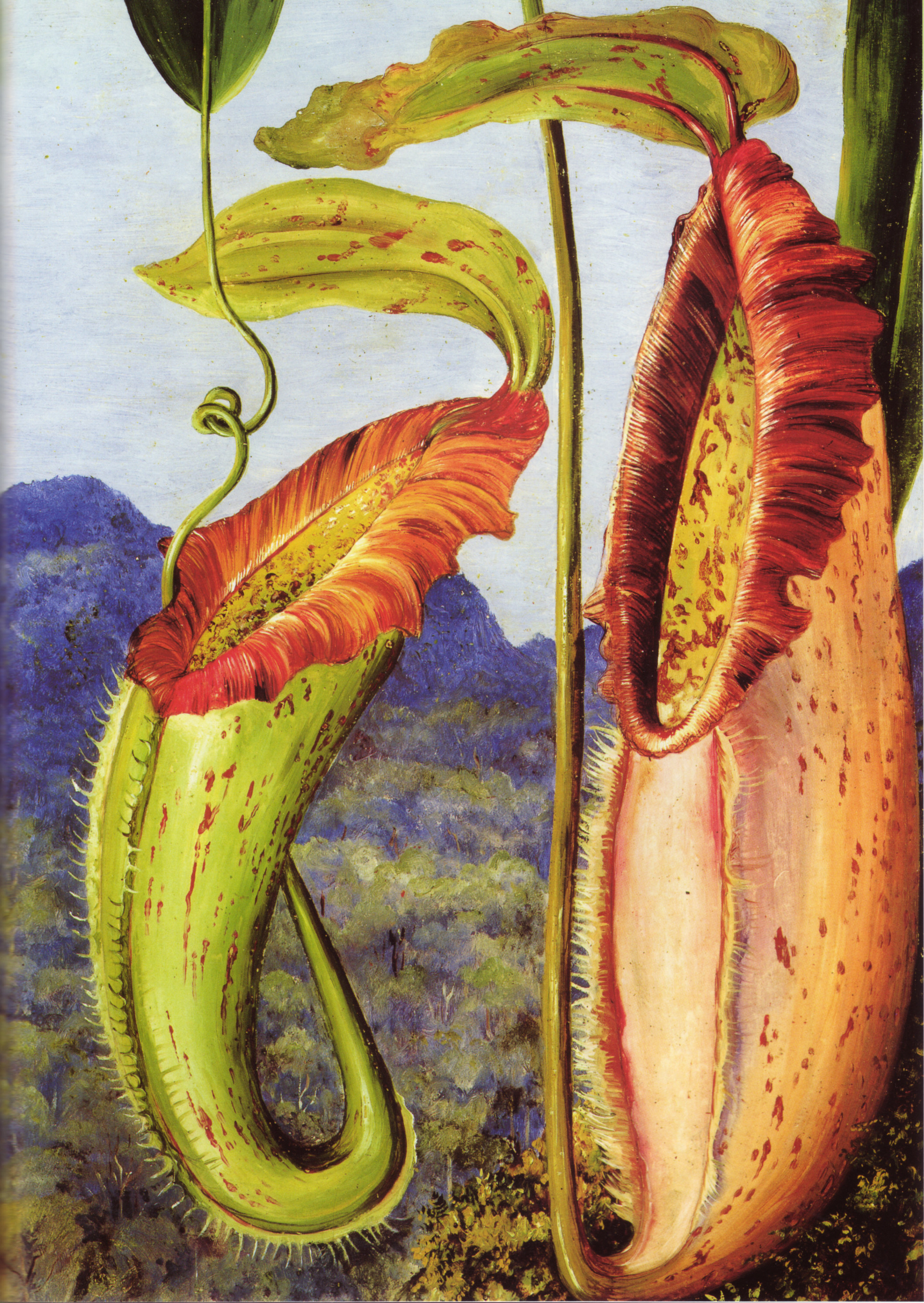
Nepenthes northiana, peint par Marianne North.

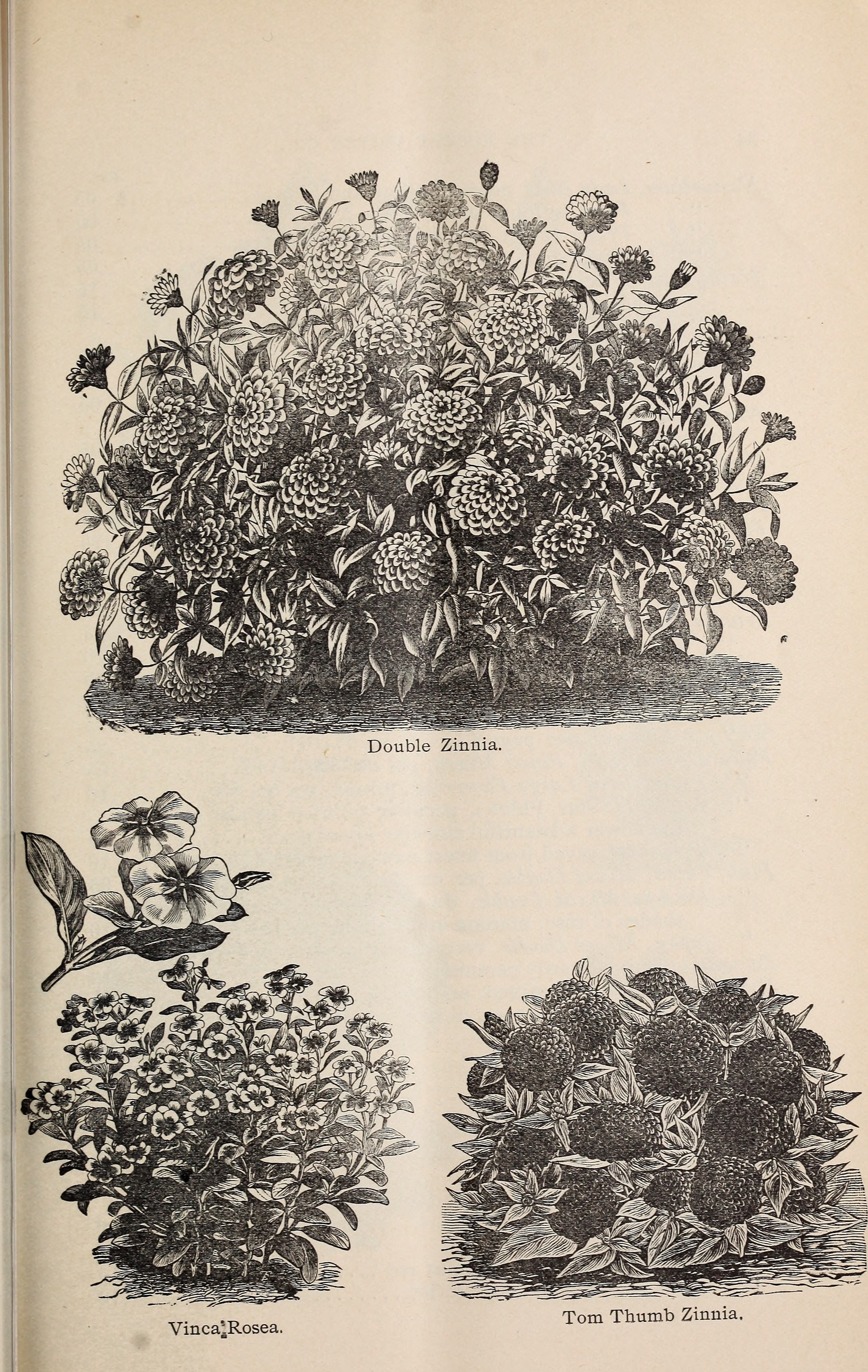
Extrait du catalogue Veitch, printemps 1900.

Les pépinières Veitch produisent des plantes exotiques en serre, comme le note William Jackson Hooker dans sa description de Verticordia nitens, dont elles lui fournissent un spécimen pour son illustration.
La firme, à l'aube de la Première Guerre mondiale, a introduit 1 281 plantes, qui auparavant étaient totalement inconnues, ou bien des variétés de cultivars tout à fait nouvelles. Elles comprennent 498 plantes de serre, 232 orchidées, 153 arbres à feuilles caduques , arbustes et plantes grimpantes, 122 plantes herbacées, 118 fougères exotiques, 72 plantes à feuilles persistantes et grimpantes, 49 conifères, et 37 plantes bulbeuses ornementales. Ce nombre s'accroît au fil des années. Les pépinières étaient surtout réputées pour leurs orchidées, au-delà de toute autre nouvelle plante de familles variées, comme Nepenthes rajah ou Nepenthes northiana. L'espèce Nepenthes veitchii est baptisée ainsi en l'honneur de la dynastie Veitch.
Le site de Chelsea cesse son activité en 1914, tandis que celui d'Exeter continue, sous la direction de Peter Veitch et plus tard de celle de sa fille Mildred. Celle-ci vend l'affaire en 1969 aux St Bridget Nurseries. Les deux branches sont indépendantes pendant une vingtaine d'années puis les pépinières Veitch deviennent une filiale de  St Bridget.

## Les collecteurs de la maison Veitch
La maison Veitch a employé vingt-deux collecteurs reconnus, y compris trois membres de la famille Veitch.
Les plus connus sont les frères William et Thomas Lobb, Ernest Wilson et Charles Maries.
Les autres sont :
- Richard Pearce: Visita le Chili, le Pérou et la Bolivie de 1859 à  1866
- John Gould Veitch: Visita le Japon, les îles des mers du Sud et l'Australie de 1860 à 1870
- David Bowman: Visita le Brésil en 1866
- Henry Hutton: Visita Java et l'archipel Malay Archipelago de 1866 à 1868
- Carl Kramer: Visita le Japon et le Costa Rica de 1867 à 1868
- Gottlieb Zahn: Visita l'Amérique centrale de 1869 à 1870
- George Downton: Visita l'Amérique centrale et l'Amérique du Sud de 1870 à 1873
- Henry Chesterton: Visita l'Amérique du Sud de 1870 à 1878
- A. R. Endres: Visita le Costa Rica de 1871 à 1873
- Gustav Wallis: Visita le Brésil, la Nouvelle-Grenade, l'Amérique du Sud de 1872 à 1874
- Walter Davis: Visita l'Amérique du Sud de 1873 à 1876
- Peter Veitch: Visita l'Australie, les îles des mers du Sud et Bornéo de  1875 à 1878
- Guillermo Kalbreyer: Visita la côte occidentale de l'Afrique et la Colombie de 1876 à 1881
- Christopher Mudd: Visita l'Afrique du Sud en 1877
- F. W. Burbridge: Visita Bornéo de 1877 à 1878
- Charles Curtis: Visita Madagascar, Bornéo, Sumatra, Java et les Moluques de 1878 à 1884
- David Burke: Visita les Indes orientales, la Birmanie et la Colombie de 1881 à 1897
- James H. Veitch: Visita les Indes britanniques, l'actuelle Malaisie, le Japon, la Corée, l'Australie et la Nouvelle-Zélande de 1891 à 1893